# Barney Balaban
Pour les articles homonymes, voir Balaban.
Barney Balaban, né le 8 juin 1887 à Chicago et mort le 7 mars 1971, est l'un des présidents de Paramount Pictures. Il reste à ce poste de 1936 à 1964. Il est un pionnier dans l'industrie du cinéma.
Il est l'oncle de Bob Balaban.

## Biographie
Barney Balaban, ainé de sept garçons et fils de Israel Balaban, épicier émigrant moldave, commence à travailler comme messager et employé dans une société de produits frais jusqu'en 1908. Mais à l'âge de 21 ans, il est convaincu et s'engage dans l'industrie du cinéma. D'après un article du magazine Forbes en février 1945, sa mère dit après avoir vu son premier film « Les clients payent avant même de voir ce pourquoi ils payent ! Il y aura de l'argent dans cette affaire, »
Balaban et ses jeunes frères louèrent l'une des salles de cinéma appartenant à Nickelodeon, le 100-seat Kedzie Theater, c'est là que ses innovations vont changer l'industrie du cinéma. En 1910, Balaban fait construire le Circle Theater, la première salle de cinéma avec balcons. Sa sœur Ida épouse Sam Katz avec qui il fonde une société de chaîne de cinémas dans la région du Midwest, Balaban and Katz. Les frères de Barney Balaban, John, Dave, A. J. Balaban (en), dit Abe, et Max, travaillent tous pour Balaban et Katz. En revanche ses 2 autres frères Elmer et Harry possèdent leur propre cinéma appelé H&E Balaban.
Le premier maillon de la chaîne, le Central park Theatre à Chicago, ouvre ses portes en 1917. Balaban and Katz construit la première salle de cinéma avec air climatisé. Leur premier cinéma avec système de refroidissement d'air consistait à faire tourner un énorme ventilateur au-dessus de grandes bassines remplies de glaçons. Non seulement l'installation était bruyante mais elle engendrait également des fuites d'eau sur les clients. Balaban embauche un ami ingénieur afin de créer un système viable, et la foule commence à envahir les salles de cinéma pour échapper à la chaleur des mois d'été, rendant ainsi le cinématographe une attraction saisonnière.
La chaîne Balaban and Katz fusionne en 1923 et des parts sont achetées par Players-Lasky Corp en 1926 pour une valeur de treize millions de dollars. Le 2 juillet 1936, les réalisateurs de Paramount élisent Balaban comme président du studio. Sa philosophie en tant que président, était que la Paramount devait « expliquer l'Amérique, ses clients et son peuple, au monde. Balaban, fils d'émigrants russes qui poursuivaient le rêve américain, achète une des 14 copies de la Bill of Rights de A.S.W. Rosenbach et, en 1945, il la donne à la Bibliothèque du Congrès « comme gage de gratitude pour la liberté que ses parents ont trouvé dans ce pays,. »
Balaban reste président de la Paramount jusqu’en 1964,. La marque Balaban and Katz est la propriété de Balaban and Katz Historical Foundation.

## Crédit d'auteurs
- (en) Cet article est partiellement ou en totalité issu de l’article de Wikipédia en anglais intitulé « Barney Balaban » (voir la liste des auteurs).